# 佩里 (伊利諾伊州)
佩里（英語：Perry）是位於美國伊利諾伊州派克縣的一個村落。

## 地理
佩里的座標為39°46′57″N 90°44′42″W / 39.78250°N 90.74500°W，而該地最高點為海拔高度180米（即591英尺）。

## 人口
根據2010年美國人口普查的數據，佩里的面積為0.99平方千米，當中陸地面積為0.99平方千米，而水域面積為0.00平方千米。當地共有人口397人，而人口密度為每平方千米401人。